# Dmitrij Jefimow (architekt)
Dmitrij Jegorowicz Jefimow (ur. 1811, zm. 1864) – rosyjski architekt. Historyk i teoretyk architektury.
W 1833 ukończył Cesarską Akademię Sztuk Pięknych w Petersburgu. Podróżował po Grecji, Egipcie, Nubii i Palestynie. Członek Akademii Sztuk Pięknych w Petersburgu. W 1856 osiadł w Petersburgu.
Zaprojektował wiele świątyń i gmachów świeckich.